# بوروس گری
بوروس گری (به انگلیسی: Bruce Gray) (زاده ۷ سپتامبر ۱۹۳۶ و درگذشته ۱۳ دسامبر ۲۰۱۷) هنرپیشه اهل پورتوریکو بود. او به دلیل ابتلا به سرطان درگذشت.

## فیلم‌شناسی

### سینما
- دام (۱۹۸۷)
- برای پسران (۱۹۹۱)
- خانواده من (۱۹۹۵)
- ضد جاسوسی (۱۹۹۶)
- سربازان سفینه (۱۹۹۷)
- مصلح (۱۹۹۷)
- مکعب ۲: ابرمکعب (۲۰۰۲)
- عروسی یونانی پرریخت‌وپاش و بزرگ من (۲۰۰۲)
- سوات (۲۰۰۳)
- کیک (۲۰۰۵)
- ایوان قادر مطلق (۲۰۰۷)
- بازشماری (۲۰۰۸)

### تلویزیون
- آلفرد هیچکاک تقدیم می‌کند ۱۹۶۶
- دالاس (۱۹۷۸)
- حصار چوبی (۱۹۹۲ تا ۱۹۹۶)
- به عجیبی مردم (۲۰۰۰ تا ۲۰۰۵)
- افسون‌شده (۱۹۹۸ تا ۲۰۰۶)
- جسور و زیبا
- آشنایی با مادر
- کسل (۲۰۰۹ تا ۲۰۱۶)